# Revello
Revello ist eine Gemeinde in der italienischen Provinz Cuneo (CN), Region Piemont, etwa 50 km südwestlich von Turin.

## Lage und Einwohner
Das kleine Städtchen Revello liegt rund 40 km nördlich von der Provinzhauptstadt Cuneo an einem Berghang am Ende des Valle Po, wo sich das Gebirgstal in die Poebene öffnet. Der in den Cottischen Alpen entspringende Po fließt 2 km südlich des Ortes vorbei und zeigt hier am Talausgang die ersten Mäander. In Revello beginnt die sogenannte Via Valle Po (SS 622), die ins westliche Gebirge bzw. über Saluzzo nach Turin führt.
Der Ort liegt auf einer Höhe von ca. 350 m s.l.m. Das Gemeindegebiet umfasst eine Fläche von 52,47 km² und hat 4180 Einwohner (Stand 31. Dezember 2023). Die Ortsteile von Revello sind San Pietro, Campagnole, Tetti Pertusio, Morra San Martino, Paschero, San Firmino und Staffarda. 
Die Nachbargemeinden sind Barge, Brondello, Cardè, Castellar, Envie, Gambasca, Martiniana Po, Pagno, Rifreddo und flussabwärts die Stadt Saluzzo.

## Geschichte

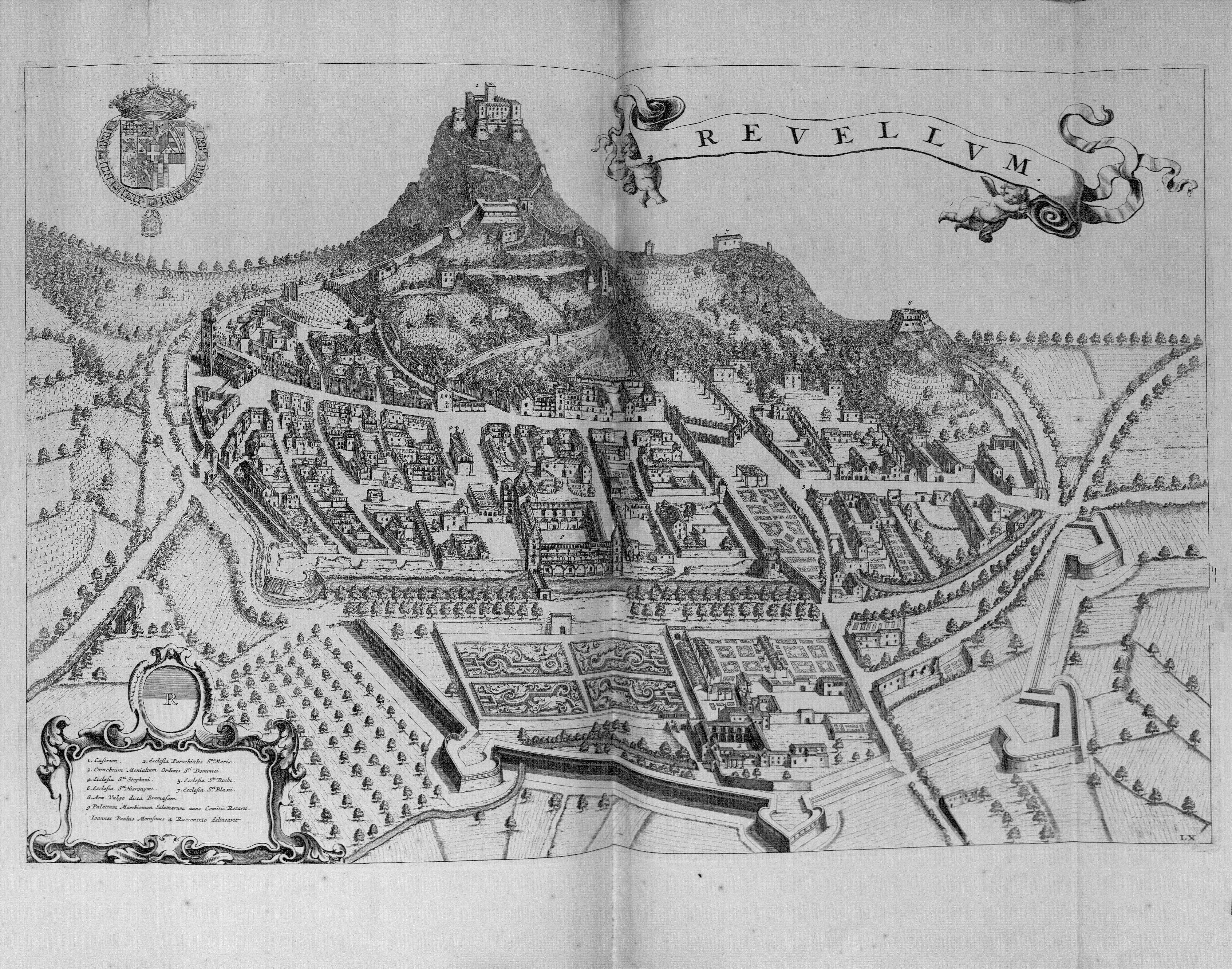
Revello (1726)

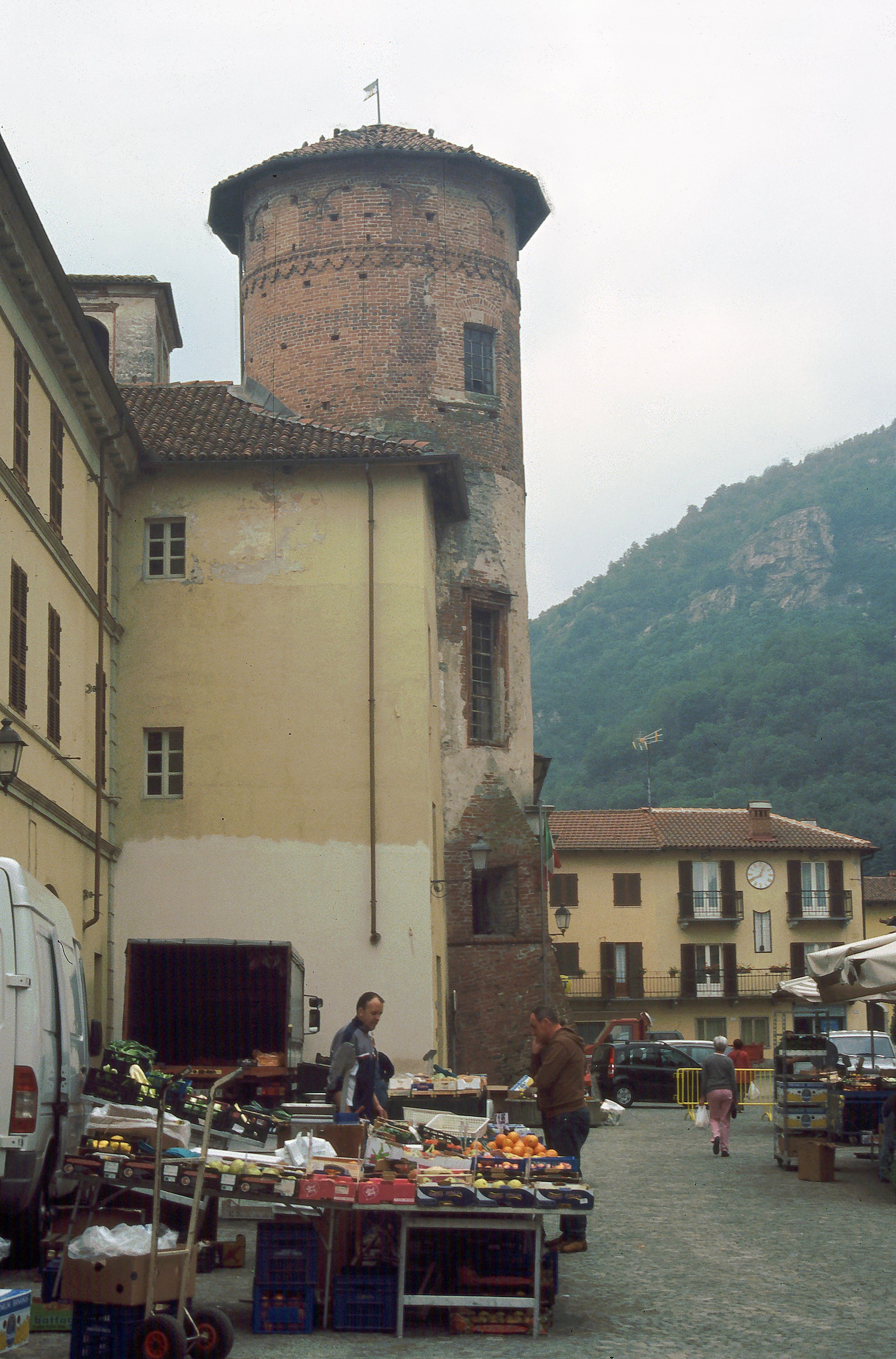
Markt in Revello

Im 10. Jahrhundert wird Revello als (lateinisch) "Curtis Regia" Revellum urkundlich erwähnt. Der Name "Curtis" bezeichnete bei den Langobarden die Ländereien, die sie Besiegten abverlangten. Seit der langobardischen Zeit übte die mächtige Abtei Bobbio hier die Oberherrschaft aus, später deren Tochterklöster Pedona und Pagno. Kaiser Otto III. belehnte 1001 Olderico Manfredi mit Revello. 1215 wurde es an die Markgrafschaft Saluzzo abgetreten und war in dieser Zeit von erheblicher kommerzieller Bedeutung, da es an der Mündung der Poebene liegt und eine direkte Kommunikation mit den Ländern jenseits der Alpen ermöglichte. Revello war der Lieblingssitz des bedeutenden Markgrafen Ludwig II. Von der Burg auf dem Berg über dem Ort ist noch die Ruine vorhanden. Sie wird erstmals 1075 erwähnt. In der ersten Hälfte des 15. Jahrhunderts wurde sie ausgebaut. Die Markgrafen waren in viele Konflikte, zuletzt im Rahmen der Italienischen Kriege, beteiligt.
1548 fiel es mit der Markgrafschaft an Frankreich. 1588 beendete Karl Emanuel I. von Savoyen die französische Herrschaft. 1642 wurde die Burg von Revello in einem weiteren Konflikt mit Frankreich zerstört. Revello war 1693 noch Kriegsschauplatz und wurde von den Truppen des Generals Catinat geplündert. Im Jahr 1797 spielte sich hier eine Volksrevolte namens "Revolte des Brotes" ab, die als "I moti di Revello" in Erinnerung geblieben ist.
Ab 1881 wurde die Gemeinde von der Straßenbahn Saluzzo-Revello-Paesana bedient, und ab 1915 war sie auch Endstation einer Straßenbahn nach Barge, die von der vorherigen abzweigte. Die Straßenbahn Saluzzo-Pinerolo fuhr durch das Gebiet von Staffarda. Alle Linien wurden 1935 stillgelegt und durch Buslinien ersetzt.

## Sehenswürdigkeiten
- Palazzo Marchionale (Markgräflicher Palast). Die Palastkapelle wurde Anfang des 16. Jahrhunderts ganz mit Fresken ausgemalt.
- Im nördlichen Nachbarort Staffarda eine ehemalige Zisterzienserabtei, das Kloster Santa Maria.
- Forte di Bramafam (eine kleine Festungsanlage des Hauses Rocca)

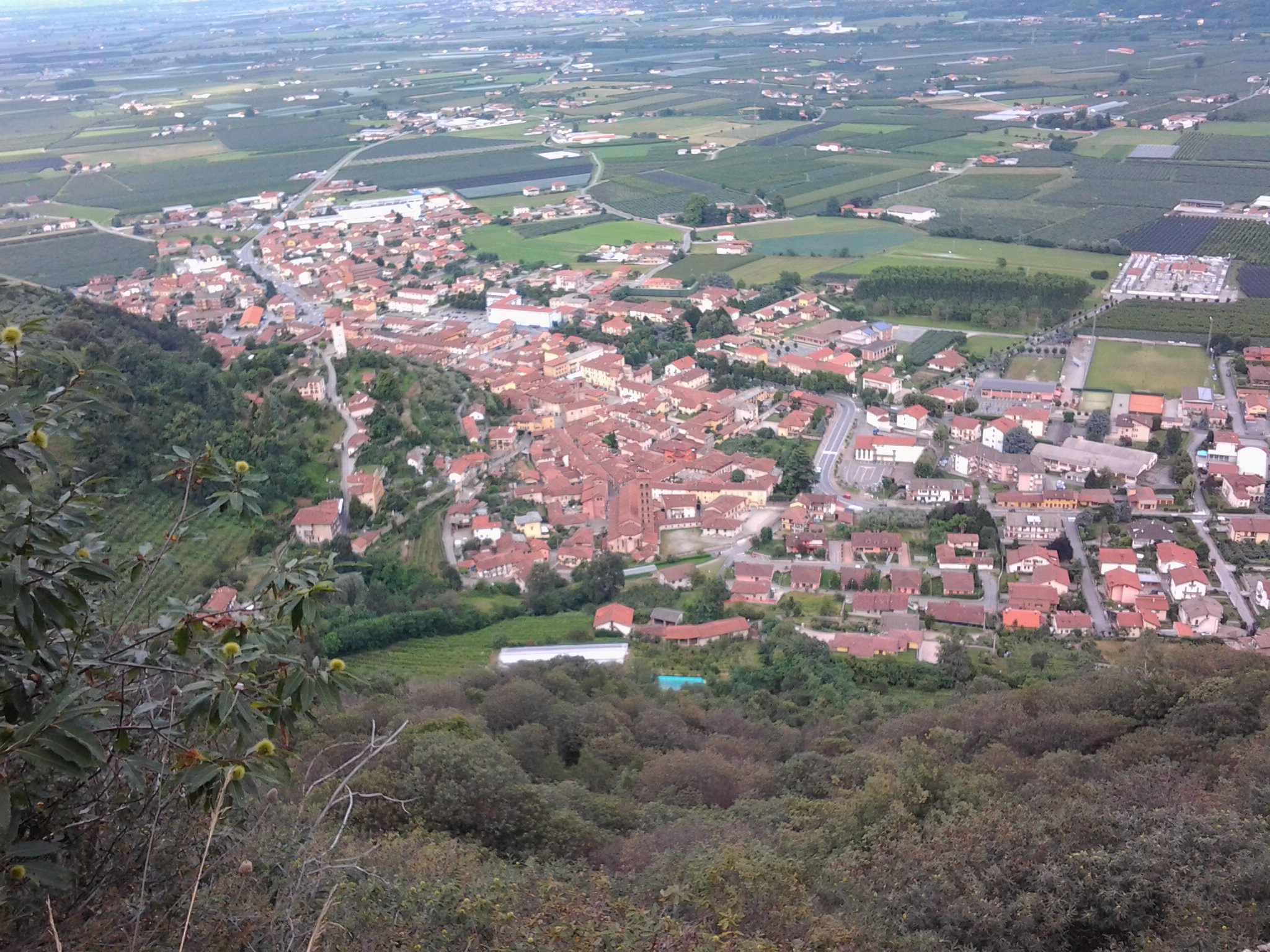
Revello
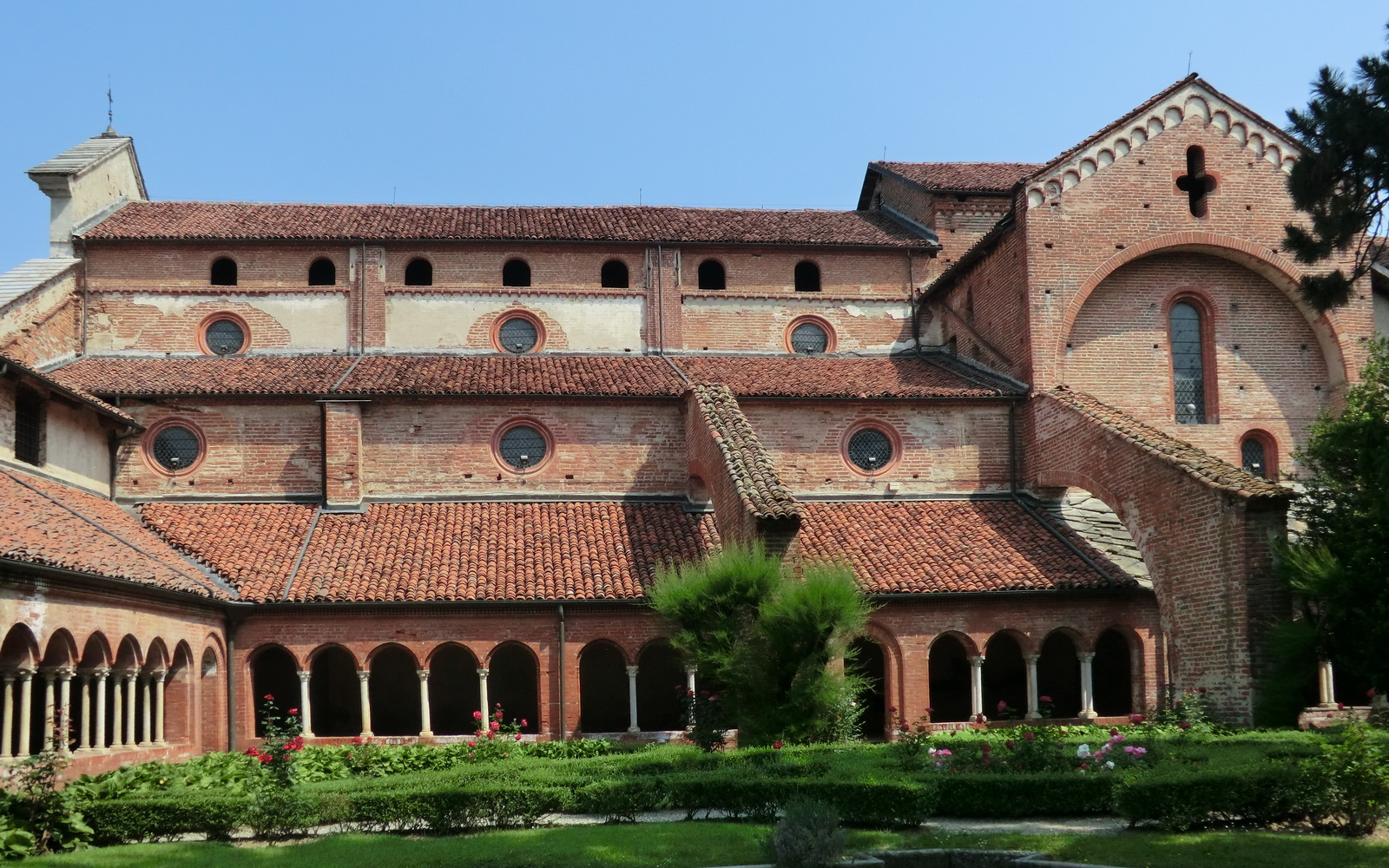
Kloster Staffarda
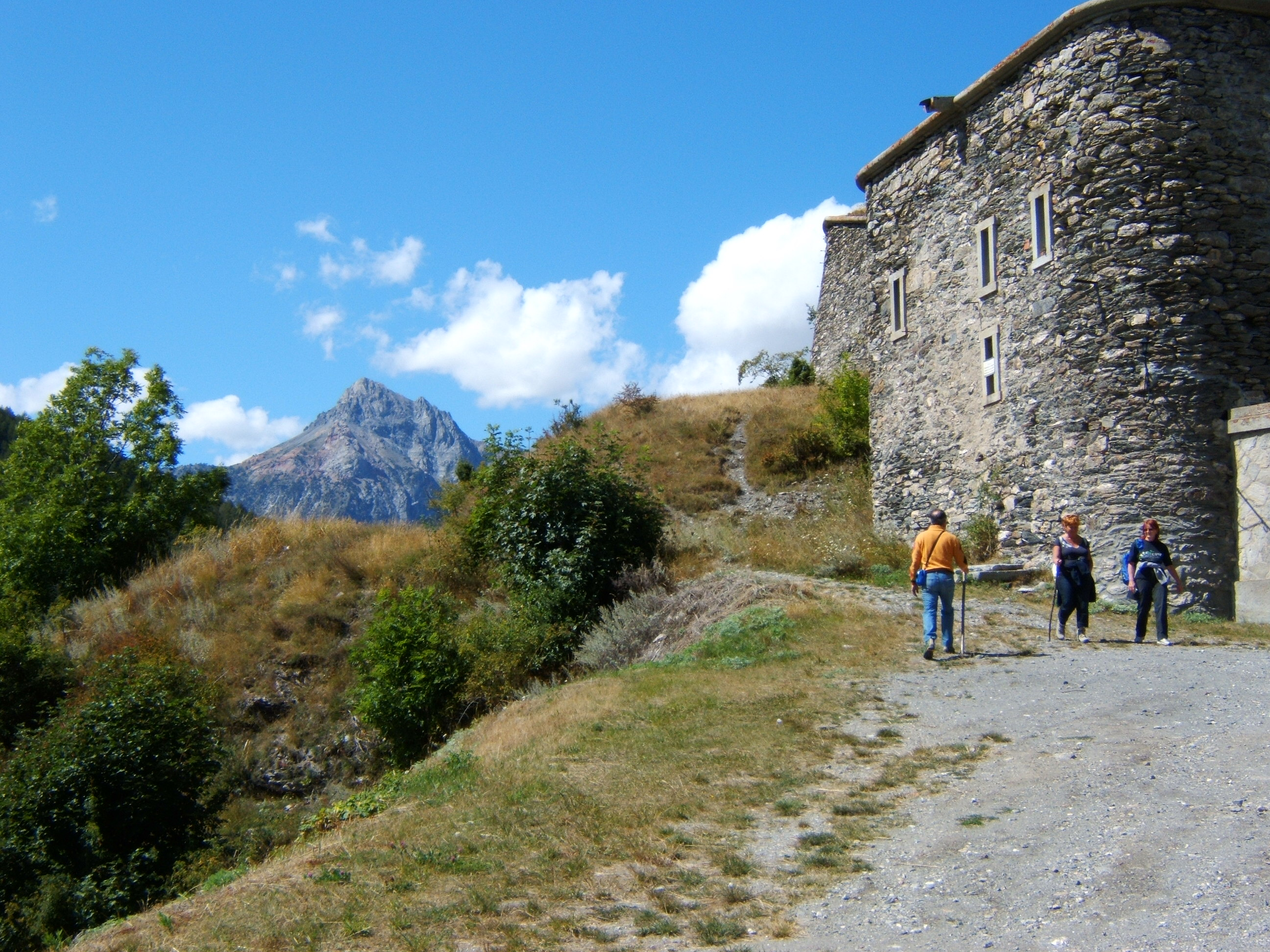
Forte di Bramafam
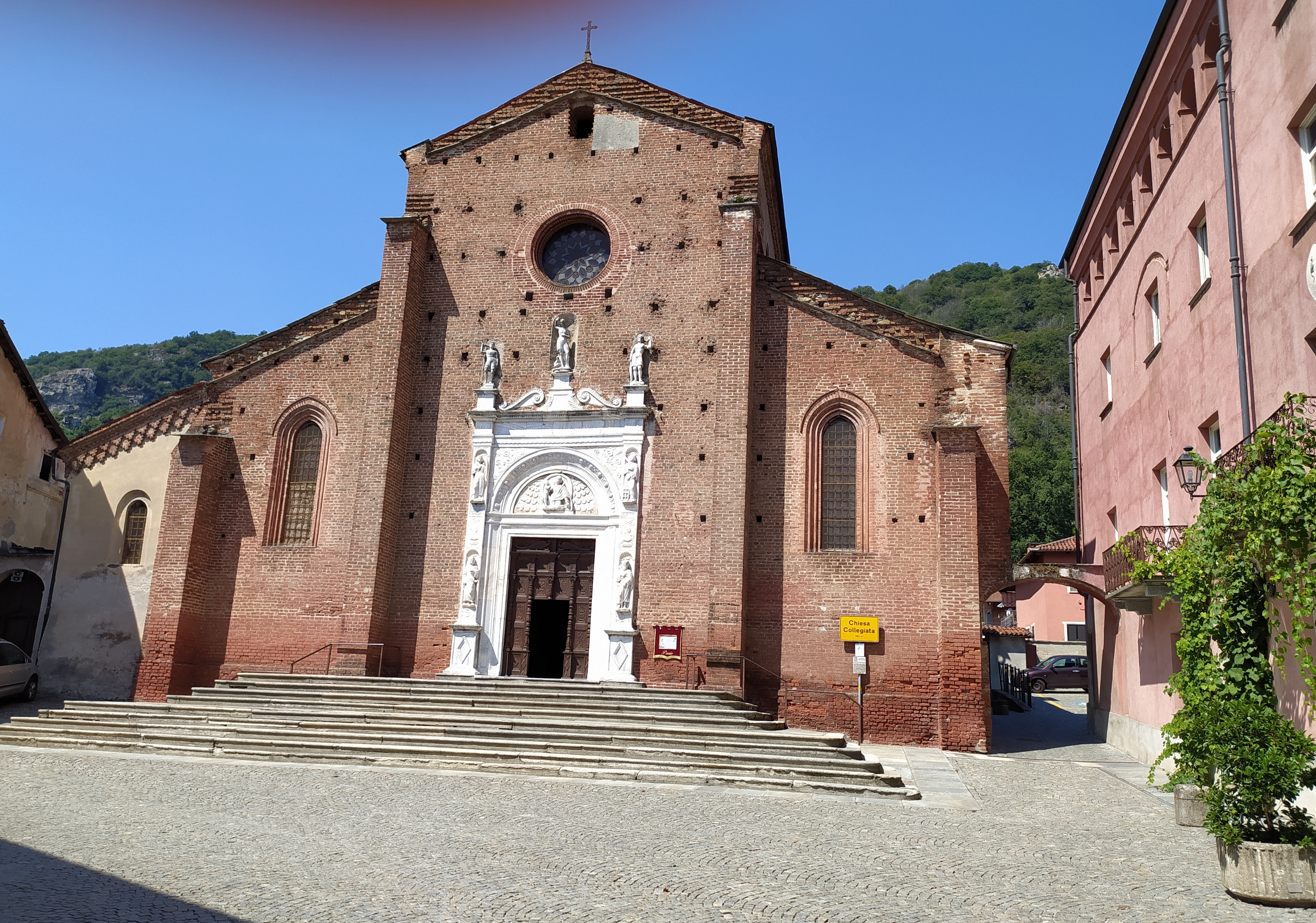
Pfarrkirche Maria Vergine Assunta

## Persönlichkeiten
- Carlo Giovanni Maria Denina (*  1731 in Revello, † 1813), war ein italienischer Philologe und Historiker.
- Fillia, Pseudonym von Luigi Colombo (* 1904 in Revello,  † 1936), war ein italienischer Dichter und Maler.